# Gerhard Kleinhenz
Gerhard D. Kleinhenz (* 29. Januar 1940 in Poppenhausen, Unterfranken; † vermutlich 19. April 2015 bei Passau, Niederbayern) war ein deutscher Wirtschaftswissenschaftler.

## Werdegang
Kleinhenz legte das Abitur am Gymnasium in Münnerstadt ab. Das Studium der Volkswirtschaftslehre an der Universität München schloss er 1964 mit Diplom ab. 1965 ging er als Wissenschaftlicher Mitarbeiter an den Lehrstuhl für Volkswirtschaftslehre, insb. Wirtschafts- und Sozialpolitik der Technischen Universität Berlin und wurde dort 1969 promoviert. Zwischen 1969 und 1978 war er am Forschungsinstitut für Sozialpolitik der Universität Köln tätig und nahm dort 1972 die Position eines Akademischen Rates und 1973 die eines Akademischen Oberrates ein. Während dieser Zeit habilitierte er sich 1976 an der Universität Augsburg. 1978 folgte er einem Ruf auf den Lehrstuhl für Volkswirtschaftslehre mit Schwerpunkt Sozialpolitik an der neu gegründeten Universität Passau, den er bis zu seiner Emeritierung im Mai 2008 innehatte. Von 1978 bis 1981 und ein zweites Mal in den Jahren 2003/2004 war er Dekan der Wirtschaftswissenschaftlichen Fakultät. Rufe an die Universität Mannheim (1982) und an die Wirtschaftswissenschaftliche Fakultät der Katholischen Universität Eichstätt (1989) lehnte er ab. Von 1997 bis 2002 war er Direktor des Instituts für Arbeitsmarkt- und Berufsforschung (IAB) der Bundesanstalt für Arbeit.
Kleinhenz war Mitglied des wissenschaftlichen Beirats des Bundesministeriums für Familie, Senioren, Frauen und Jugend. Er war zwischen 1995 und 1998 Mitglied des wissenschaftlichen Beirats für Ausbildungsförderung und Von 1994–1997 war er Vorsitzender des Wirtschafts- und Sozialwissenschaftlichen Fakultätentages.
Kleinhenz wurde am 20. April 2015 tot im Neuburger Wald aufgefunden, nachdem er am Tag zuvor von einem nachmittäglichen Fahrradausflug nicht zurückgekommen war.

## Ehrungen
- 1995: Verdienstkreuz am Bande der Bundesrepublik Deutschland
- 2009: Verdienstkreuz 1. Klasse der Bundesrepublik Deutschland